# Massower See
Der Massower See ist ein See in der Nähe des Ortsteils Massow der Gemeinde Eldetal im Landkreis Mecklenburgische Seenplatte in Mecklenburg-Vorpommern. Das Gewässer hat eine Größe von 113,3 Hektar und liegt auf 68,9 m ü. NHN. Die maximale Ausdehnung des ovalen Sees beträgt 1600 Meter mal 800 Meter. Hauptzufluss ist die Elde von Norden kommend, der Ausfluss am Ostufer wird zuerst Neuer Graben genannt, bevor er wieder zur Elde wird. Andere Zuläufe sind Gräben aus den Bruchwäldern am Nordufer und den Wiesen im Südosten. In dieser Richtung liegt auch der Ort
Massow, ohne direkt an den See zu grenzen.
In der Südostecke des Massower Sees befindet sich eine Badestelle, die auch von einem Radrundweg durch das Amt Röbel-Müritz erschlossen wird. Rund einen Kilometer nördlich davon liegt ein slawischer Burgwall.

## Nachweise
1. ↑  Geodatenviewer des Amtes für Geoinformation, Vermessungs- und Katasterwesen Mecklenburg-Vorpommern (Hinweise)